# Анибал, Борис Алексеевич
Борис Алексеевич Анибал (настоящая фамилия Масаинов, 1900—1962) — русский советский очеркист, литературный критик, журналист, поэт, писатель-фантаст.

## Биография
Родился 30 января (11 февраля) 1900 года в городе Данилове Ярославской губернии в многодетной семье почётного гражданина города, купца Алексея Никифировича Масаинова, успешно занимавшегося оптовой продажей чая и сахара. Мать — Вера Александровна, урождённая Баранова. По отцу являлся потомком князя Василия Владимировича Рубец-Масальского, по матери — праправнуком Александра Андреевича Баранова, первого главного правителя русских поселений в Америке. Бабушка со стороны матери Бориса, в крещении Анна Григорьевна, была чистокровной американской индианкой, дочерью вождя из племени танаина. Его старший брат, Алексей Масаинов-Масальский (1888—1971) до революции печатался в альманахах футуристов, затем эмигрировал в США.
Учился в реальном училище. В 1917 году вместе с семьёй переехал в Москву.
Умер в 1962 году.

## Творчество
Литературной деятельностью начал заниматься с 17 лет, написав повести «Автобиография» и «Смерть Любы» (последняя была опубликована в «Даниловских хрониках»).
С 1922 года публиковал в советской печати рецензии на книги под псевдонимом Борис Анибал — в альманахе «Утренники», журналах «Новый мир», «30 дней», «Прожектор». Часто также выступал со статьями о поэзии, иногда — с пародиями. Использовал также псевдонимы Б. Алексеев, Ганнибал, Г. Анибал, Борис Брюс. Публиковал «фабричные очерки», собранные в 1930 году в книгу «Время, дела и люди».  Максим Горький отозвался о книге критически:

«Время, дела, люди» Анибала — вялое и поверхностное описание пошивочной фабрики, причём автор «ни к селу ни к городу» блещет знанием мифологии.
В 1940 году опубликовал одну из немногих своих беллетристических вещей — научно-фантастическую повесть «Моряки Вселенной».
После Великой Отечественной войны к беллетристике не вернулся, печатал рецензии и очерки. Последняя известная публикация датирована 1957 годом.
Оставил воспоминания «Моё детство в Данилове».

### Повесть «Моряки Вселенной»
Анибал интересовался научной фантастикой ещё в 1920-е годы — сохранилось несколько его рецензий на фантастические книги, в частности — критический отзыв на известный роман Курда Лассвица «На двух планетах».
В 1939 году ЦК ВЛКСМ в специальном постановлении о журнале «Знание — сила» предложил редакции вновь печатать научно-фантастические произведения. Первым опытом журнала в этом направлении, а также единственным обращением Анибала к фантастике была повесть «Моряки Вселенной», опубликованная в № 1—5 за 1940 год.
Сюжет повести прост. Советское правительство организует первый межпланетный перелёт на ракете с экипажем из трёх человек по маршруту Земля — Марс — Земля с кратковременной высадкой на Марсе. Экспедиция находит там остатки погибшей цивилизации, а также рукопись некогда попавшего на Марс атланта.
По словам исследователя фантастики А. Первушина, «…автор умудрился собрать в одном тексте почти все фирменные клише „марсианского“ романа. И хотя нового качества не получилось, повесть написана на хорошем среднем уровне».

## Публикации
- Анибал Б. Преступление работницы Прасловой, очерк. // Новый мир. — 1930. — № 1. — С. 180.
- Анибал Б. Время, дела и люди, очерк. // Новый мир. — 1930. — № 10. — С. 147.
- Анибал Б. Время, дела и люди. — Федерация, 1930.
- Анибал Б. Моряки Вселенной // Знание — сила. — 1940. — № 1—5.
- Анибал Б. Моряки Вселенной (отрывок) // Уральский следопыт. — 1977. — № 8.
- Анибал Б. Моряки Вселенной. — Екатеринбург: Тардис, 2010. — 68 с. — 1300 экз. — ISBN 5-17-026357-6.